# Irredenta

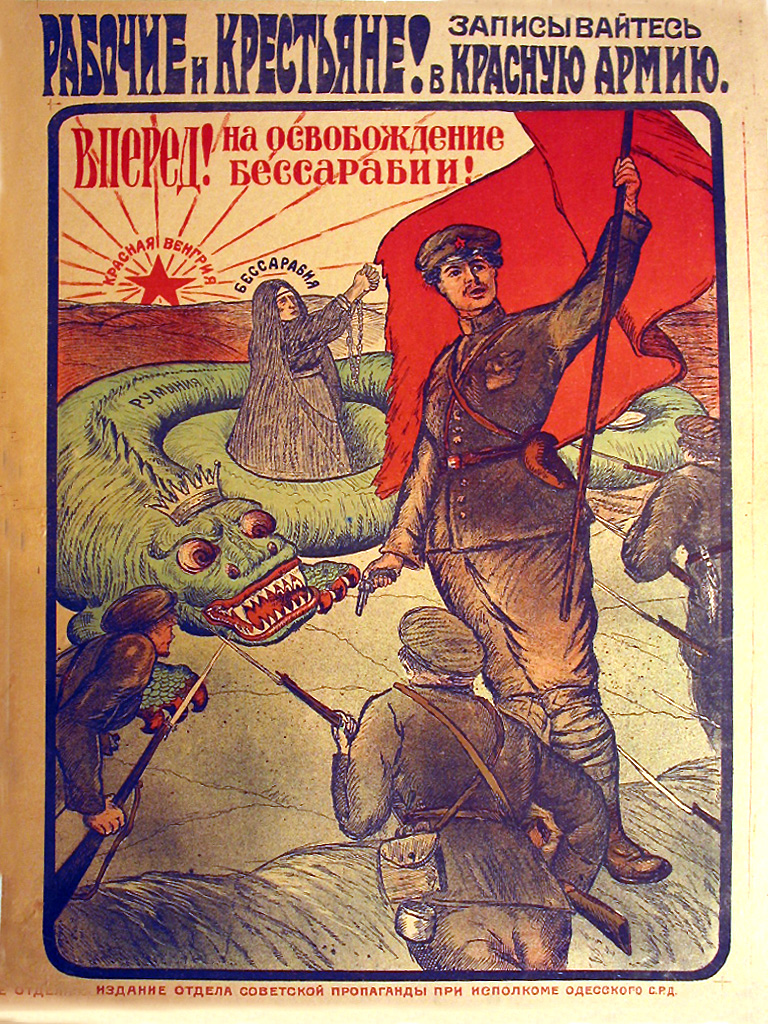
Radziecki plakat wzywający do wyzwolenia Besarabii (1919)

Irredenta, irredentyzm (wł. irredenta „niewyzwolona”) – ruch polityczny i społeczny, dążący do połączenia w jeden organizm państwowy ziem zamieszkiwanych przez podobne grupy etniczne. Przenośnie pojęcie to oznacza ruch niepodległościowy.
Najczęściej to pojęcie odnosi się do radykalnego włoskiego ruchu politycznego na przełomie XIX i XX wieku. Irredenta włoska zapoczątkowana została około 1878 roku i głosiła konieczność zjednoczenia wszystkich ziem zamieszkanych przez Włochów (przyłączenia do Włoch m.in. Trydentu, Triestu, Istrii i Dalmacji). Ruch irredentystów silnie rozwijał się przed I wojną światową, później połączył się z ruchem faszystowskim.